# Хімад Абделлі
Хімад Абделлі (араб. حمد عبدلي; нар. 17 жовтня 1999, Монтівільє) — алжирський та французький футболіст, півзахисник клубу «Анже» та національної збірної Алжиру.

## Родина
Абделлі народився в Монтівільє (Нормандія), його батько алжирського походження, а мати громадянка Гваделупи. Хімад має як французьке, так і алжирське громадянство.

## Клубна кар'єра
Хімад вихованець футбольного клубу «Гавр».
З 2017 року виступав за другу команду «Гавра».
31 жовтня 2018 року дебютував в основному складі «Гавра» в переможному матчі 2–0 Кубка французької ліги проти «Труа».
У червні 2022 року підписав чотирирічний контракт з клубом «Анже». Віце-капітан команди.
22 лютого 2025 року Хімад оформив дубль в матчі проти «Сент-Етьєна», який завершився внічию 3–3.

## Виступи за збірну
18 червня 2023 року дебютував у складі національної збірної Алжиру в переможній грі 2–1 проти збірної Уганди, у відбірковому матчі Кубку африканських націй.

## Титули і досягнення
індивідуальні
- Увійшов до символічної збірної Ліги 2: 2023–24[6]